# Capellen
Capellen (en luxemburgués: Capellen) és una vila de la comuna de Mamer del districte de Luxemburg al cantó de Capellen i la seva capital. Està a uns 10,7 km de distància de la Ciutat de Luxemburg.

## Història
Durant la divisió del Gran Ducat de Luxemburg en cantons, la petita localitat de Capellen es va convertir en la principal ciutat del districte, sense arribar a ésser una comuna. Aquesta decisió va seguir a una proposta de la «Comissió de notables», que va donar fi a les baralles comunals de Mamer i Koerich, ambdues candidates per a aquest l'honor.
L'estació de tren està en la línia 5 que connecta Luxemburg a Kleinbettingen -frontera belga-.